# Pelochrista sordicomana
Pelochrista sordicomana es una especie de polilla perteneciente al género Pelochrista, categorizada en la tribu Eucosmini, de la subfamilia Olethreutinae.

## Distribución
Se distribuye por España.

## Taxonomía
Fue descrita por Staudinger en 1859 y publicada por primera vez en Stettin. ent. Ztg. 20: 232.